# Upshi
Upshi – miejscowość w północnych Indiach, w terytorium związkowym Ladakh (do 2019 w stanie Dżammu i Kaszmir), w taluku Leh (ok. 47 km na południowy wschód od miasta). W 2011 roku liczyła 128 mieszkańców. Leży na wysokości 3398 m n.p.m. Mieszkańcy utrzymują się głównie z hodowli kóz.
Przez Upshi przebiega ważny szlak komunikacyjny – Leh–Manali Highway. W miejscowości znajduje się posterunek policji.